# Sarah: Dedicated to You
Sarah: Dedicated to You — студийный альбом американской певицы Кармен Макрей, выпущенный в 1991 году на лейбле Novus Records. Альбом был записан в память о джазовой певице Саре Воан, подруге и коллеге, и стал последним в дискографии Макрей. В записи альбома приняло участие трио Ширли Хорн.
В 2003 году альбом был переиздан с добавлением четырёх бонус-треков.

## Отзывы критиков
| Оценки критиков                            | Оценки критиков |
| Источник                                   | Оценка          |
| ------------------------------------------ | --------------- |
| AllMusic                                   | [ 3 ]           |
| Encyclopedia of Popular Music              | [ 4 ]           |
| The Rolling Stone Jazz & Blues Album Guide | [ 5 ]           |

Скотт Яноу из AllMusic в своей рецензии написал: «В таких песнях, как „Poor Butterfly“, „Misty“, „Tenderly“, „I’ll Be Seeing You“ и даже „Send in the Clowns“, Макрей возвращает дух Воан, при этом всё ещё звучит очень похоже на саму себя. Этот очень хорошо продуманный трибьют является классикой в своём роде и идеальной лебединой песней для Макрей». Линн Нормент из журнала Ebony называла альбом «тёплым и вдохновляющим», а также заметила, что «Макрей не стремилась почтить память своей близкой подруги, подражая стилю Воан, а скорее, оставаясь самой собой». В обзоре журнала RPM назвали альбом «невероятной данью уважения», а также «настоящим, первоклассным развлечением». В журнале Billboard написали, что никакой другой трибьют не мог быть более уместным и волнующим, чем этот.

## Список композиций
| №   | Название                         | Автор(ы)                                                 | Длительность |
| --- | -------------------------------- | -------------------------------------------------------- | ------------ |
| 1.  | «Poor Butterfly»                 | Джон Голден, Джон Реймонд Хаббелл                        | 3:58         |
| 2.  | «I’ve Got the World on a String» | Гарольд Арлен, Тед Колер                                 | 3:25         |
| 3.  | «Misty»                          | Джонни Берк, Эрролл Гарнер                               | 4:10         |
| 4.  | «Wonder Why»                     | Николас Бродский, Сэмми Кан                              | 2:46         |
| 5.  | «Send in the Clowns»             | Стивен Сондхайм                                          | 3:51         |
| 6.  | «Black Coffee»                   | Сонни Бёрк, Пол Фрэнсис Уэбстер                          | 6:21         |
| 7.  | «Tenderly»                       | Уолтер Гросс, Джек Лоуренс                               | 5:22         |
| 8.  | «The Best Is Yet to Come»        | Сай Коулман, Каролин Ли                                  | 2:30         |
| 9.  | «I Will Say Goodbye»             | Эдди Барси, Мишель Легран, Алан Бергман, Мэрилин Бергман | 2:38         |
| 10. | «The Lamp Is Low»                | Митчелл Пэриш, Питер Де Роуз, Морис Равель               | 3:02         |
| 11. | «It’s Magic»                     | Сэмми Кан, Джул Стайн                                    | 4:58         |
| 12. | «Dedicated to You»               | Сэмми Кан, Сол Чаплин, Хай Зарет                         | 6:02         |
| 13. | «I’ll Be Seeing You»             | Сэмми Фэн, Ирвинг Кахал                                  | 4:54         |
| 14. | «Sarah»                          | Кэрролл Коатс                                            | 3:49         |

| №   | Название                        | Автор(ы)                     | Длительность |
| --- | ------------------------------- | ---------------------------- | ------------ |
| 15. | «If You Could See Me Now»       | Тэд Демерон, Карл Сигман     | 4:59         |
| 16. | «Wave»                          | Антониу Карлос Жобин         | 4:04         |
| 17. | «Embraceable You»               | Джордж Гершвин, Айра Гершвин | 7:41         |
| 18. | «Sarah» (Альтернативная версия) | Кэрролл Коатс                | 3:36         |

## Участники записи
- Кармен Макрей — вокал
- Ширли Хорн — фортепиано
- Чарльз Эйблз — бас-гитара
- Стив Уильямс[англ.] — ударные

## Чарты
| Чарт (1991)                     | Высшая позиция |
| ------------------------------- | -------------- |
| США (Billboard Top Jazz Albums) | 3              |